# Optimering (matematik)
 Der er for få eller ingen kildehenvisninger i denne artikel, hvilket er et problem. Du kan hjælpe ved at angive troværdige kilder til de påstande, som fremføres i artiklen.

 For alternative betydninger, se Optimering. (Se også artikler, som begynder med Optimering)
Optimering er en matematisk metode til bestemmelse af optimale værdier af funktioner.

## Generel formulering
Et optimeringsproblem kan være et minimeringsproblem eller et maksimeringsproblem. I begge tilfælde handler problemet om at bestemme ekstremumspunkter af en funktion {\displaystyle f:S\rightarrow \mathbb {R} }, hvor {\displaystyle S} er en mængde. Ofte kaldes denne funktion {\displaystyle f} for en omkostningsfunktion og {\displaystyle S} for "søgerummet".
Den generelle formulering af et minimeringsproblem er: Bestem en {\displaystyle x\in S} således at det for alle {\displaystyle y\in S} gælder at {\displaystyle f(y)\geq f(x)}. Et sådant {\displaystyle x} kaldes da et minimum for {\displaystyle f}.
Den generelle formulering af et maksimeringsproblem er: Bestem en {\displaystyle x\in S} således at det for alle {\displaystyle y\in S} gælder at {\displaystyle f(y)\leq f(x)}. Et sådant {\displaystyle x} kaldes da et maksimum for {\displaystyle f}.

## Diskret og kontinuert optimering
Et optimeringsproblem kan være diskret eller kontinuert, alt efter egenskaberne ved {\displaystyle f} og {\displaystyle S}.
Et eksempel på et kontinuert optimeringsproblem er at minimere materialeforbruget ved produktion af en beholder: Hvis målet er at fremstille en metaldåse i form af en hul cylinder med given vægtykkelse, kan man for fastholdt volumen spørge sig, hvorledes dåsen skal dimensioneres for at gøre metalforbruget mindst muligt. Omkostningsfunktionen er her dåsens metalforbrug, der er en kontinuert funktion af dåsens højde og diameter.
En fysisk overvejelse viser at det gælder om at minimere dåsens overfladeareal, og ved optimering indses at målet nås når dåsens højde er lig dåsens diameter.
Et eksempel på et diskret optimeringsproblem er, givet et vejnet mellem en samling byer i Danmark og længderne af hver vej mellem hvert par af byer, at bestemme den korteste rute, der besøger hver by præcis én gang. Dette problem er også kendt som  Travelling salesman problem.

## Lokale maksima og minima
Hvis omkostningsfunktionen er defineret på et metrisk rum {\displaystyle M} med metrik {\displaystyle d}, dvs. at {\displaystyle f:M\rightarrow \mathbb {R} }, kan man tale om lokale minima og maksima.
Et lokalt minimum for {\displaystyle f} er et {\displaystyle x_{0}\in A} således at der findes en omegn af diameter {\displaystyle \delta } hvor det for alle {\displaystyle x} med {\displaystyle d(x,x_{0})\leq \delta } gælder at {\displaystyle f(x)\geq f(x_{0})}. Et lokalt maksimum defineres tilsvarende; blot skal det her gælde for alle {\displaystyle x} med {\displaystyle d(x,x_{0})\leq \delta } at {\displaystyle f(x)\leq f(x_{0})}.